# 빌리아메 마타
빌리아메 세바카 마타(피지어: Viliame Sevaka Mata, 1991년 10월 22일 ~ )는 피지의 럭비 선수로 포지션은 플랭커이다. 2016년 하계 올림픽에서 금메달을 획득한 피지 대표팀의 일원이다.